# 阿尔图拉斯·米拉克尼斯
阿尔图拉斯·米拉克尼斯（1986年6月16日—），立陶宛籃球運動員，在場上的位置是得分後衛或小前鋒，現在效力於立陶宛球隊薩拉基利斯籃球俱樂部。他也代表立陶宛國家籃球隊參賽。